# Jürgen Frölich (Historiker)

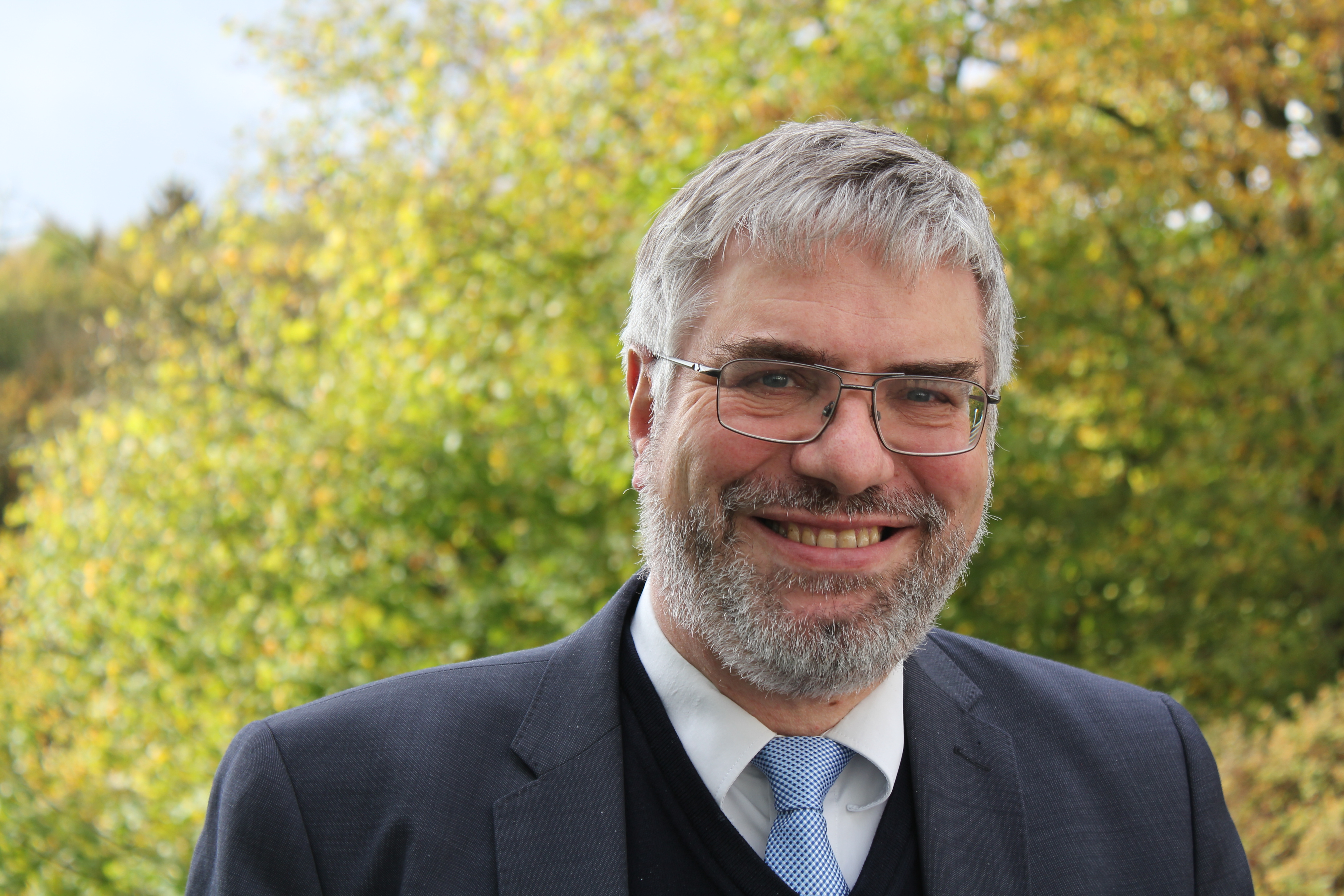
Jürgen Frölich, 2019

Jürgen Frölich (* 25. September 1955 in Kassel) ist ein deutscher Historiker mit einem Schwerpunkt in der Liberalismusforschung.

## Leben
Nach dem Abitur am humanistischen Friedrichsgymnasium studierte Frölich Geschichte, Hispanistik und Pädagogik an der Rheinischen Friedrich-Wilhelms-Universität Bonn und der Universität Madrid. 1988 wurde er bei Ernst Opgenoorth mit der Dissertation Die Berliner „Volks-Zeitung“ 1853 bis 1867. Preußischer Linksliberalismus zwischen „Reaktion“ und „Revolution von oben“ zum Dr. phil. promoviert. Frölich war seit 1987 für die Friedrich-Naumann-Stiftung tätig, zunächst in Königswinter und dann in Gummersbach. Er war bis Juni 2021 Referent für historische Liberalismus-Forschung und stellvertretender Leiter des Archivs des Liberalismus in Gummersbach.
Frölich war Stipendiat der Friedrich-Naumann-Stiftung (FNF) und 1987 Gründungsmitglied des Verbandes der Stipendiaten und Altstipendiaten der FNF. Er ist Mitbegründer und von 1989 bis 2021 Mitherausgeber des Jahrbuchs zur Liberalismus-Forschung (JzLF) gewesen. Er war von 1994 bis 2012 Redakteur der Zeitschrift liberal. Vierteljahreshefte für Politik und Kultur. Von 2006 bis 2017 gehörte er dem wissenschaftlichen Beirat der Stiftung Bundespräsident-Theodor-Heuss-Haus in Stuttgart an. Er ist Mitglied im Kuratorium zur Vergabe des Wolf-Erich-Kellner-Preises und im Kuratorium der Stiftung Archiv der Parteien und Massenorganisationen der DDR beim Bundesarchiv.
Frölich ist Autor und Herausgeber mehrerer Bücher und verfasste rund ein Dutzend  von NDB-Einträgen, darunter über Ernst Müller-Meiningen, Hermann Müller, Peter Reinhold sowie Erich Mende, Wolfgang Mischnick und Otto Graf Lambsdorff.
Frölich ist verheiratet und lebt in Bonn.

## Schriften (Auswahl)
- Die Berliner „Volks-Zeitung“ 1853 bis 1867. Preußischer Linksliberalismus zwischen „Reaktion“ und „Revolution von oben“ (= Europäische Hochschulschriften. Reihe 3: Geschichte und ihre Hilfswissenschaften. Band 422). Peter Lang, Frankfurt am Main u. a. 1990, ISBN 3-631-42579-1.
- Hrsg.: „Bürgerliche“ Parteien in der SBZ, DDR. Zur Geschichte von CDU, LDP(D), DBD und NDPD 1945 bis 1953. Verlag Wissenschaft und Politik, Köln 1995, ISBN 3-8046-8813-6.
- Hrsg. mit Reinhard Hübsch: Deutsch-deutscher Liberalismus im Kalten Krieg. Zur Deutschlandpolitik der Liberalen 1945–1970. Verlag für Berlin-Brandenburg, Potsdam 1997, ISBN 3-930850-59-1.
- Hrsg. mit Esther-Beate Körber, Michael Rohrschneider: Preußen und Preußentum vom 17. Jahrhundert bis zur Gegenwart. Beiträge des Kolloquiums aus Anlaß des 65. Geburtstages von Ernst Opgenoorth, am 12. Februar 2001. Berlin Verlag Spitz, Berlin 2002, ISBN 3-8305-0268-0.
- Mit Bernd Sösemann: Theodor Wolff. Journalist, Weltbürger, Demokrat (= Jüdische Miniaturen. Band 10). Hentrich & Hentrich, Teetz 2004, ISBN 3-933471-62-1.
- Hrsg.: Wolfgang Schollwer: „Gesamtdeutschland ist uns Verpflichtung“. Aufzeichnungen aus dem FDP-Ostbüro 1951–1957. Edition Temmen, Bremen 2004, ISBN 3-86108-043-5.
- Hrsg.: Wolfgang Schollwer: „Da gibt es in der FDP noch viel Überzeugungsarbeit zu leisten …“. Aufzeichnungen aus der FDP-Bundesgeschäftsstelle 1966–1970. Edition Temmen, Bremen 2007, ISBN 978-3-86108-887-5.
- Hrsg. mit Ines Soldwisch: Theodor Heuss im Original. Ausgewählte Dokumente in der Analyse. Kovač, Hamburg 2013, ISBN 978-3-8300-7023-8.
- Hrsg. mit Ewald Grothe und Wolther von Kieseritzky: Liberalismus-Forschung nach 25 Jahren. Bilanz und Perspektiven. Nomos Verlag, Baden-Baden 2016, ISBN 978-3-8487-3035-3.
- Hrsg. mit Ewald Grothe und Wolther von Kieseritzky: Fortschritt durch sozialen Liberalismus. Politik und Gesellschaft bei Friedrich Naumann (= Staatsverständnisse. Band 151). Nomos Verlag, Baden-Baden 2021, ISBN 978-3-8487-6696-3.[4]